# سكون العاصفة (فلم)
سكون العاصفة هو فيلم سينمائى درامى مصرى من إنتاج 1965 إخراج: أحمد ضياء الدين وتأليف: محمد عبد الحليم عبد الله وتمثيَل: شكري سرحان، حسن يوسف، ليلى فوزي، زيزي البدراوي، عماد حمدي، عدلي كاسب، أمينة رزق.

## قصة الفيلم
أسرة سعيدة تتكون من الأب عزت (عماد حمدي) والأم زينب (أمينة رزق)، والابن شكري (شكري سرحان) والابنة سوسن (زيزي البدراوي)؛ اللذين يدرسان في الجامعة، تموت الأم بأزمة قلبية، وتجد سوسن أن عليها تحمل مسئولية المنزل، فلا تستجيب لحب وحيد (حسن يوسف) صديق شقيقها، يتعرف شكري على ألفت (ليلى فوزي) المتزوجة من رجل عجوز وتبحث عن الحب. في الوقت الذي يهمل فيه الأب أولاده ويسعى للزواج من الأرملة فاطمة (سميحة توفيق) التي تعمل في مكتبه. تحاول سوسن (زيزي البدراوي) إعادة ترميم حياة الأسرة وإعادة المياه لمجاريها.

## القصة الكاملة
عشرون عاما قضاها عزت (عماد حمدي) موظف الشئون الاجتماعية، مع وليفته وحبيبته زينب (أمينة رزق) في سعادة وهناء، أسفرت عن إبنه الأكبر شكرى (شكري سرحان) الطالب بالسنة النهائية بكلية الآداب قسم فلسفة، والابنة الأصغر سوسن (زيزي البدراوي) الطالبة بكلية الحقوق، والتي كان يميزها والدها عن إبنه شكري ، باعتبارها بنت، أما شكري فرجل، وفجأة بدون مقدمات ماتت زينب، وتركت عزت وحيدا مع ابناءه ليكون لهما أب وأم، وخرج شكري من حزنه سريعا، فالحى أبقى من الميت. كانت سوسن على علاقة عاطفية، بزميلها بالكلية وحيد (حسن يوسف)، وهو في نفس الوقت قريبهم من بعيد، فخاله محسن (عدلى كاسب) زوج خالتهم اعتدال (فتحية شاهين)، والذين كانوا يعيشون في الريف، بجوار والد وحيد (رشاد حامد)، والذي كان يقاطعه محسن، بعد زواجه من مدام ألفت (ليلى فوزي)، التي تصغره بأعوام كثيرة، وذلك عقب وفاة والدة وحيد. أما شكري فقد كان يفلسف حياته بالمنطق المادى، وكان دائماً يسعى لتجربة كل شيء، حتى لو كان يغضب الله، فكل شيء في الدنيا بمقابل، وحسب مدى الاستفادة العائدة منه، دون أي اعتبار للمشاعر والأحاسيس، وكانت زميلتهم بالجامعة ليلى (آمال فريد) تحمل له مشاعر فياضة بالحب، ولكنه كان يتجاهلها، وكان يورط صديقه وحيد، في علاقات مشبوهة، وتجارب مسيئة، فقد صحبه لدخول كباريه للعلم بالشيئ، وشربوا البيرة، وصحب معه عاقرة (سلوى محمود) مستغلا شقة وحيد، التي يعيش فيها بمفرده طوال فترة دراسته الجامعية، ولكن وحيد استطاع نقضها أجرتها وصرفها، لتعود إلى أولادها، فقد كان وحيد يقاوم علاقات شكري المشبوهة، حفاظا على حبه لسوسن، وكان يحاول إثناء شكري عن تلك العلاقات والتصرفات الشاذة، وعندما إشتكى عزت لعديله محسن من أحوال شكري، دعاهم جميعا لقضاء أجازة في الريف، حيث الهدوء، فرحبت سوسن بالدعوة، لأنها ستكون مع حبيبها وحيد، وتكاسل شكري، بسبب الضفادع والناموس، وذهب الجميع وحاول شكري التفرس في الفلاحات، باحثا عن نزواته، ولكن مرض والد وحيد، جعل الجميع يذهب لزيارته، وشاهد شكري مدام ألفت، وتعمد زيارتها باليوم التالى بمفرده، وأقام معها علاقة آثمة، ورحب ببقاءه بالريف، ولكن عزت لاحظ تقارب بين وحيد وإبنته سوسن، فخاف على إبنته وقرر قطع الإجازة، فقد كانت سوسن بالنسبة له هي البديل لأمها زينب الراحلة، وكان يحبها ويهتم بها أكثر من شكري، حتى انه جعلها تنقل سريرها لتنام معه في حجرته، ولم يكن يتصور انها ستفارقه يوما بزواجها، وعندما جاءته الأرملة فاطمة (سميحة توفيق) تبحث عن معونة دائمة، بحث لها عن عمل، ثم فكر في الزواج بها، ولكنه خاف على أولاده، فصرف نظر عن الزواج، وبحث لها عن عمل. وزاد المرض على والد وحيد، وتم نقله لمستشفى بالقاهرة، وأصبح الطريق ممهدا لشكري، لمواصلة علاقته الآثمة مع ألفت، ونجح شكري بدرجة مقبول، ونجح وحيد بدرجة جيد، مما شجع خاله محسن على مفاتحة والده في خطبة ابنة عزت، والذي طلب من محسن ان يتنازل ويذهب إلى ألفت ويدعوها لحضور الخطوبة، ولكن وحيد لمح شكري بمنزل ألفت، فتكتم الأمر ولم يخبر خاله، وعندما إنفرد بشكري، عاتبه على إقامته علاقة مع زوجة أبيه، وحذره من المساس بالعلاقة بين العائلتين، خصوصا وانه أصبح خطيب اخته سوسن، واستمر شكري في غيه، مما وتر العلاقة بين وحيد وسوسن، حيث رأى وحيد ان إستمرار تلك العلاقة، سيؤدى لقطيعة بين العائلتين، وذهب شكري لمقابلة ألفت، فوجدها في أحضان رجل آخر، فعلم انها شريرة، وانها كانت تلعب به، وان حواسه خانته في تقديراته، وندم ندما شديدا، وقرر وحيد ان يضبط شكري في أحضان ألفت ليضع حدا لهذا الامر، وصحب معه ليلى لتكون رادعا لشكري ليعود لعقله، ولكنه ضبط الرجل الآخر، فقال لزوجة أبيه إن أي كلام سأقوله لك أقل مما تستحقين، وقرر ان يبلغ والده بخيانتها، حتى يتخلص من شرورها، حتى لو أدى ذلك إلى موته من الصدمة، ووصل الخبر إلى شكري، وتوجه للمستشفى ليكتشف موت والد وحيد، فظنه مات من الصدمة، وشعر انه مسئول عن موته، ووقع مريضا، وتولت ليلى العناية به حتى استرد عافيته، وعلم ان والد وحيد قد مات قبل ان يقابله وحيد، وعلم ان الدنيا لها جناحان، المادة والروح، أي العلم والإيمان، فطلب من والده القريب من الله، ان يطلب له الهداية، لأنه تاه عن الطريق، فطلب منه والده ان يبدأ حياته من جديد، فنور الله لن ينطفئ من القلوب.

## طاقم العمل
- شكري سرحان... شكرى عزت
- حسن يوسف... وحيد
- ليلى فوزي... ألفت
- زيزي البدراوي... سوسن عزت
- عماد حمدي... عزت
- عدلي كاسب... محسن
- آمال فريد... ليلى
- أمينة رزق... زينب
- رشاد حامد... والد وحيد
- سميحة توفيق... الأرملة فاطمة
- سلوى محمود... الفاهرة
- فتحية شاهين... اعتدال - زوجة محسن
- فوزية محمد... راقصة

## روابط خارجية
- مقالات تستعمل روابط فنية بلا صلة مع ويكي بيانات